# UEFA-Champions-League-Finale 2018
Das UEFA-Champions-League-Finale 2018 zwischen Real Madrid und dem FC Liverpool war die Endspiel-Begegnung der Champions-League-Saison 2017/18. Sie fand am 26. Mai 2018 im Olympiastadion in Kiew statt. Die Teilnehmer wurden in den Halbfinalspielen am 24. und 25. April (Hinspiele) sowie 1. und 2. Mai (Rückspiele) ermittelt.
Am 1. Mai zog Real Madrid als erster Teilnehmer ins Finale ein, am 2. Mai folgte der FC Liverpool als zweiter Finalist. Die spanische Mannschaft von Fußballtrainer Zinédine Zidane gewann das Spiel mit 3:1 und das dritte Mal in Folge die UEFA Champions League.
Madrid profitierte unter anderem von der verletzungsbedingten Auswechslung des Liverpool-Stürmers Mohamed Salah in der 30. Minute nach einem Zweikampf mit Sergio Ramos sowie von zwei Fehlern des Liverpooler Torhüters Loris Karius, denen unmittelbar zwei Tore (1:0 sowie 3:1) folgten. Kurz vor dem ersten Gegentor hatte Karius nach einem Ellenbogenschlag von Sergio Ramos eine Gehirnerschütterung erlitten, die eine visuelle räumliche Dysfunktion zur Folge hatte.

## Der Weg ins Finale
Anmerkung: Die Ergebnisse werden jeweils aus Sicht der Finalisten angegeben.
| Pl. | Verein            | Sp. | S | U | N | Tore    | Diff. | Punkte |
| --- | ----------------- | --- | - | - | - | ------- | ----- | ------ |
| 1.  | Tottenham Hotspur | 6   | 5 | 1 | 0 | 015:400 | +11   | 16     |
| 2.  | Real Madrid       | 6   | 4 | 1 | 1 | 017:700 | +10   | 13     |
| 3.  | Borussia Dortmund | 6   | 0 | 2 | 4 | 007:130 | −6    | 02     |
| 4.  | APOEL Nikosia     | 6   | 0 | 2 | 4 | 002:170 | −15   | 02     |

| Pl. | Verein         | Sp. | S | U | N | Tore    | Diff. | Punkte |
| --- | -------------- | --- | - | - | - | ------- | ----- | ------ |
| 1.  | FC Liverpool   | 6   | 3 | 3 | 0 | 023:600 | +17   | 12     |
| 2.  | FC Sevilla     | 6   | 2 | 3 | 1 | 012:120 | ±0    | 09     |
| 3.  | Spartak Moskau | 6   | 1 | 3 | 2 | 009:130 | −4    | 06     |
| 4.  | NK Maribor     | 6   | 0 | 3 | 3 | 003:160 | −13   | 03     |

## Spieldaten
| Real Madrid                                                    | Real Madrid | FC Liverpool | FC Liverpool | Aufstellung                                |
| -------------------------------------------------------------- | --- | --- | ------------ | ------------------------------------------ |
| Real Madrid                                                    | \| 26. Mai 2018 um 20:45 Uhr (MESZ) in Kiew (Olympiastadion Kiew) \| \| Ergebnis: 3:1 (0:0) \| \| Schiedsrichter: Milorad Mažić ( Serbien) 1 \|                                                                                                 | \| 26. Mai 2018 um 20:45 Uhr (MESZ) in Kiew (Olympiastadion Kiew) \| \| Ergebnis: 3:1 (0:0) \| \| Schiedsrichter: Milorad Mažić ( Serbien) 1 \| | FC Liverpool | Aufstellung Real Madrid gegen FC Liverpool |
| Real Madrid                                                    | Keylor Navas – Dani Carvajal (37. Nacho), Raphaël Varane, Sergio Ramos , Marcelo – Luka Modrić, Casemiro, Toni Kroos – Isco (62. Gareth Bale) – Karim Benzema (89. Marco Asensio), Cristiano Ronaldo Cheftrainer: Zinédine Zidane ( Frankreich) | Loris Karius – Trent Alexander-Arnold, Dejan Lovren, Virgil van Dijk, Andrew Robertson – James Milner (83. Emre Can), Jordan Henderson , Georginio Wijnaldum – Mohamed Salah (30. Adam Lallana), Roberto Firmino, Sadio Mané Cheftrainer: Jürgen Klopp ( Deutschland) | FC Liverpool | Aufstellung Real Madrid gegen FC Liverpool |
| Real Madrid                                                    | 1:0 Karim Benzema (51.) 2:1 Gareth Bale (64.) 3:1 Gareth Bale (84.) | 1:1 Sadio Mané (55.) | FC Liverpool | Aufstellung Real Madrid gegen FC Liverpool |
| Real Madrid                                                    | Sadio Mané (82.) | | FC Liverpool | Aufstellung Real Madrid gegen FC Liverpool |
| Real Madrid                                                    | Spieler des Spiels: Gareth Bale | | FC Liverpool | Aufstellung Real Madrid gegen FC Liverpool |
| 26. Mai 2018 um 20:45 Uhr (MESZ) in Kiew (Olympiastadion Kiew) | | |              |                                            |
| Ergebnis: 3:1 (0:0)                                            | | |              |                                            |
| Schiedsrichter: Milorad Mažić ( Serbien) 1                     | | |              |                                            |